# Водопровідний провулок (Житомир)
Водопровідний провулок — провулок в Богунському районі міста Житомира.

## Характеристики
Розташований на Павликівці. Бере початок від Набережної Під Скелями та завершується виходом до неї. 

## Історія
Провулок та його забудова сформувалися у ХІХ столітті. 
Утворений внаслідок об'єднання північної ділянки ліквідованого 1-го Безназванного провулка та східної ділянки 2-го Безназванного провулка (згодом відомого як 2-й Водопровідний провулок). Станом на 1915 рік обидва провулки в передмісті Павликівка.
У 1950-х роках 2-й Водопровідний провулок отримав чинну назву.